# Paul Avraham Alsberg
Paul Avraham Alsberg (hebräisch פאול אברהם אלסברג‎, geboren als Paul Alfred Alsberg 30. März 1919 in Elberfeld; gestorben 20. August 2006 in Omer, Israel) war der Begründer des israelischen Archivwesens und Staatsarchivar. Er wirkte am Aufbau von Yad Vashem mit und war der Nachlassverwalter Else Lasker-Schülers.

## Leben

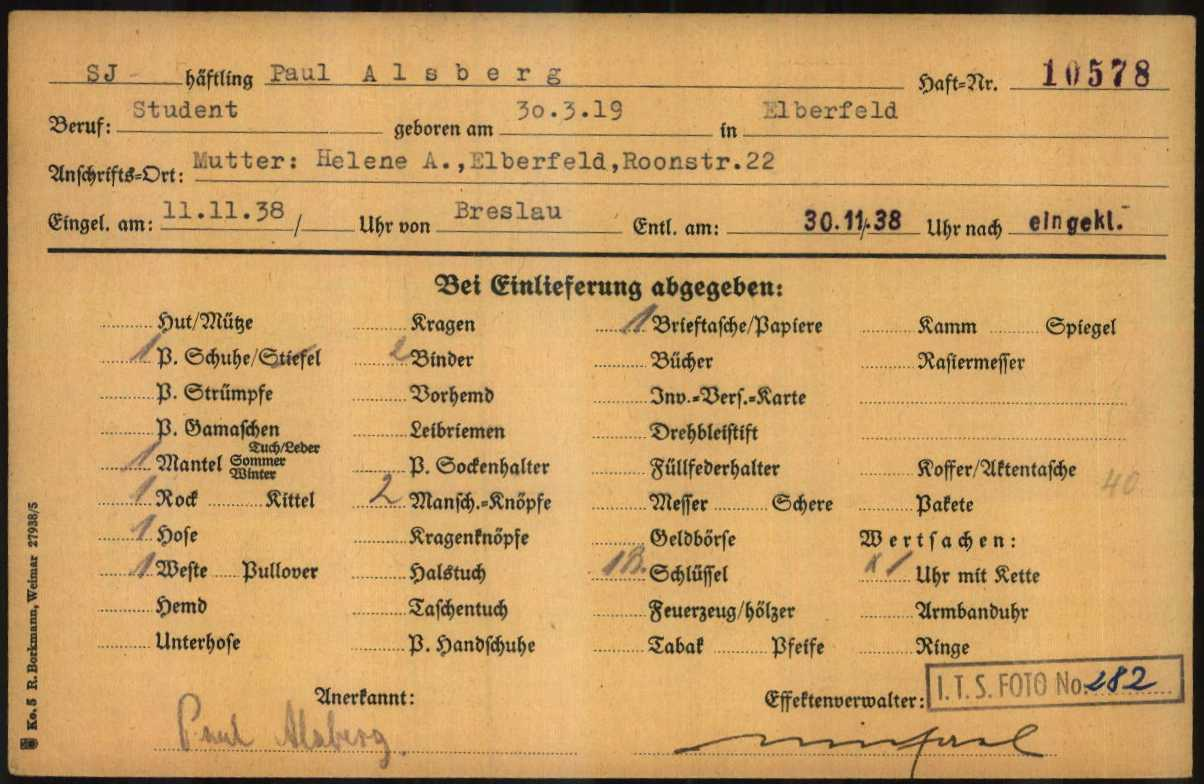
Effektenkarte von Paul Alsberg als Gefangener im nationalsozialistischen Konzentrationslager Buchenwald

Paul Alfred Alsberg war ein Sohn von Alfred Alsberg und Helene Weinberg. Sein Elternhaus lag in Wuppertal, Roonstraße 22. Nach dem Abitur 1937 auf dem Wuppertaler Carl-Fuhlrott-Gymnasium, das er als einer der letzten jüdischen Schüler besuchte, begann Alsberg ein Studium am Breslauer Rabbinerseminar. Nach den Novemberpogromen 1938 wurde er fast drei Wochen lang im Konzentrationslager Buchenwald interniert. Nach schwerer Krankheit und Erhalt einer Ausreiseerlaubnis emigrierte er 1939 gemeinsam mit seiner zukünftigen Frau Betti Keschner nach Palästina. Dort lernte er auch Else Lasker-Schüler kennen.
Alsberg arbeitete von 1949 bis 1957 als Oberassistent am Zionistischen Zentralarchiv und leitete von 1957 bis 1971 das Israelische Nationalarchiv. 
Alsberg war Autor vieler Publikationen und gilt als Wegbereiter der deutsch-jüdischen Verständigung. Er war Mitglied und später Ehrenmitglied der Else-Lasker-Schüler-Gesellschaft.
In unmittelbarer Nähe zu seinem Elternhaus im Briller Viertel hat seine Heimatstadt Wuppertal nach ihm einen Platz Paul-Alsberg-Platz benannt.